# لشکر بیست و سوم مسلح کوهستانی اس‌اس کاما (دوم کروات)
لشکر بیست و سوم مسلح کوهستانی اس‌اس کاما (دوم کروات) (به آلمانی:23. Waffen-Gebirgs-Division der SS „Kama“ (kroatische Nr. 2)) یکی از لشکرهای وابسته به وافن اس‌اس در جنگ جهانی دوم بود.

## فرماندهان
- هلموت رایتل